# Ruda Jastkowska
Ruda Jastkowska – przysiółek wsi Jastkowice w Polsce, położony wśród lasów w województwie podkarpackim, w powiecie stalowowolskim, w gminie Pysznica.
W XIX wieku, w Królestwa Galicji i Lodomerii, odrębna wieś i gmina jednostkowa, licząca 250 mieszkańców.
W latach 1975–1998 miejscowość administracyjnie należała do ówczesnego województwa tarnobrzeskiego.